# Megàpode de Reinwardt
El megàpode de Reinwardt (Megapodius reinwardt) és una espècie d'ocell de la família dels megapòdids (Megapodiidae) que viu en zones arbustives i de matoll a algunes illes del mar de Flores, illes Petites de la Sonda, illes Moluques fins a Buru i Seram, costa sud, oriental i occidental de Nova Guinea i illes properes, arxipèlag de les Louisiades, i costa nord i nord-est d'Austràlia.